# Pteris saxatilis
Pteris saxatilis là một loài dương xỉ trong họ Pteridaceae. Loài này được Carse mô tả khoa học đầu tiên năm 1928.
Danh pháp khoa học của loài này chưa được làm sáng tỏ. 